# Обергоннефельд-Гіренд
Обергоннефельд-Гіренд (нім. Oberhonnefeld-Gierend) — громада в Німеччині, розташована в землі Рейнланд-Пфальц. Входить до складу району Нойвід. Складова частина об'єднання громад Ренгсдорф.
Площа — 3,97 км2. Населення становить 1066 ос. (станом на 31 грудня 2020).